# Колосов, Евгений Алексеевич
Евгений Алексеевич Колосов (род. 12 августа 1940, Москва) — русский музыкант, контрабасист, музыкальный педагог. Заслуженный деятель искусств России (2007).

## Биография
Окончил Центральную музыкальную школу (1957), затем Московскую консерваторию (1962) по классу проф. А. И. Астахова.
С 1962 года преподаёт в Московской консерватории, с 1991 г. профессор. Среди учеников Колосова — победитель и обладатель всех специальных призов Международного конкурса в Женеве (1973) Иван Котов, профессор Гилдхоллской школы музыки, солист Лондонского симфонического оркестра, победитель Международного конкурса имени Боттезини Ринат Ибрагимов, лауреаты международных конкурсов, солисты ведущих российских и зарубежных музыкальных коллективов. Колосов является автором и составителем учебных программ для музыкальных школ, училищ и ВУЗов, редактором множества изданных произведений учебного и концертного репертуара, регулярно проводит мастер-классы, состоит членом жюри Международных конкурсов, Государственных экзаменационных комиссий.
Как исполнитель-солист Колосов обладает широким репертуаром, известен как пропагандист и первый исполнитель сочинений современных авторов. Впервые в СССР Колосовым была исполнена соната Пауля Хиндемита для контрабаса и фортепиано. При его участии состоялись премьеры концертов Георгия Конюса и Фернана Фонтена, создавались и были ему посвящены сонаты С. Губайдуллиной, А. Коблякова, С. Беринского и др.